# Kim Nowak
Kim Nowak – polska grupa rockowa. Powstała w 2009 roku z inicjatywy braci  Bartosza i Piotra Waglewskich oraz Michała Sobolewskiego. Nazwa zespołu bezpośrednio odnosi się do osoby amerykańskiej aktorki Kim Novak. W sierpniu 2009 roku muzycy zarejestrowali pierwsze nagrania.
14 maja 2010 roku nakładem Universal Music Group ukazał się debiutancki album tria zatytułowany Kim Nowak. W ramach promocji do utworu „Szczur” został zrealizowany teledysk w reżyserii Tomasza Nalewajka. Muzyka formacji inspirowana jest dokonaniami takich grup muzycznych i twórców jak Jimi Hendrix, Black Sabbath, Ten Years After czy 13th Floor Elevators. Z kolei w tekstach grupa poruszyła takie zagadnienia jak śmierć, przemijanie, morderstwo, emocje, czy miłość. Debiut sceniczny Kim Nowak odbył się 20 maja w krakowskim klubie Łódź Kaliska.

## Dyskografia
| Rok  | Tytuł                                                                | Pozycja na liście |
| Rok  | Tytuł                                                                | POL               |
| ---- | -------------------------------------------------------------------- | ----------------- |
| 2010 | Kim Nowak - Data: 14 maja 2010 - Wydawca: Universal Music Polska     | 8                 |
| 2012 | Wilk - Data: 6 listopada 2012 - Wydawca: Universal Music Polska      | 14                |
| 2023 | My - Data: 27 października 2023 - Wydawca: Dwa Ognie, Grand Imperial | 15                |

## Nagrody i wyróżnienia
| Rok  | Kategoria                   | Nagroda                      | Uwagi      |
| ---- | --------------------------- | ---------------------------- | ---------- |
| 2011 | Album roku rock (Kim Nowak) | Fryderyk                     | Nominacja  |
| 2011 | Debiut roku                 | Plebiscyt Metal Hammer, 2010 | 3 miejsce  |
| 2024 | Najlepsza płyta (My)        | Plebiscyt Teraz Rock, 2023   | 4. miejsce |
| 2024 | Przebój roku (My)           | Plebiscyt Teraz Rock, 2023   | 4. miejsce |
| 2024 | Album roku rock (My)        | Fryderyk                     | Nominacja  |